# ام شو
ام شو یک تاک‌شو کمدی سریالی زنده بصورت لایو در پیج ویترین استودیو در ایران است که با کارگردانی و اجرای مجید صالحی ساخته می‌شد و هر قسمت میزبان هنرمندان و ورزشکاران بود. سامان احتشامی نوازنده پیانو و جواد خواجوی به عنوان کمدین نیز هر قسمت در این برنامه طنز مجید صالحی را در امر اجرا همراهی می‌کردند.

## مهمانان
| قسمت    | مهمان(ها)               | حرفه                  |
| ------- | ----------------------- | --------------------- |
| اول     | مهراب قاسم خانی         | فیلم‌نامه‌نویس          |
| اول     | امیرمهدی ژوله           | فیلم‌نامه‌نویس و بازیگر |
| اول     | امید نعمتی (بدون گفتگو) | خواننده               |
| دوم     | سام درخشانی             | بازیگر                |
| دوم     | امیرعباس گلاب           | خواننده               |
| سوم     | شاهرخ استخری            | بازیگر                |
| سوم     | امیررضا دلاوری          | بازیگر                |
| سوم     | رضا صادقی               | خواننده               |
| چهارم   | هادی کاظمی              | بازیگر                |
| چهارم   | سمانه پاکدل             | بازیگر                |
| چهارم   | گروه دِکُر (بدون گفتگو)   | خواننده               |
| پنجم    | ترلان پروانه            | بازیگر                |
| پنجم    | امید حاجیلی             | خواننده               |
| ششم     | فرهاد آئیش              | بازیگر                |
| ششم     | مائده طهماسبی           | بازیگر                |
| ششم     | روزبه نعمت‌اللهی         | خواننده               |
| هفتم    | علیرضا بیرانوند         | دروازه‌بان             |
| هفتم    | یوسف تیموری             | بازیگر                |
| هفتم    | گروه عَجَم                | خواننده               |
| هشتم    | مهران غفوریان           | بازیگر                |
| هشتم    | احمد حلت                | مدیر مجله موفقیت      |
| هشتم    | فرزاد فرخ               | خواننده               |
| نهم     | نیما شعبان‌نژاد          | بازیگر                |
| نهم     | گروه ولشدگان            | خواننده               |
| دهم     | اکبر عبدی               | بازیگر                |
| دهم     | امیر نوری               | بازیگر                |
| دهم     | پازل بند                | خواننده               |
| یازدهم  | پژمان بازغی             | بازیگر                |
| یازدهم  | حمید حامی               | خواننده               |
| دوازدهم | بدون مهمان              | -                     |

## زمان پخش
این برنامه شنبه‌ها ساعت ۲۱ از طریق پخش زنده در اینستاگرام و ۲ روز بعد در نماوا پخش می‌شود.

## بازخوردها
در برنامه دهم که در ۴ مرداد ۹۹ منتشر شد اکبر عبدی هنگام صحبت در طول برنامه به دولت حسن روحانی به واسطه مشکلات و کمبودها موجود انتقاداتی در قالب طنز وارد نمود که در نتیجه این بخش در شبکه‌های اجتماعی به سرعت پخش گردید و در نهایت گرداندگان برنامه اعلام نمودند برنامه هفته بعد آنها یعنی شنبه ۱۱ مرداد منتشر نخواهد شد و ابراز امیدواری نمودند در هفته بعد بتوانند برنامه را منتشر نمایند.